# Qacha's Nek
Qacha's Nek é um dos 10 distritos do Lesoto.

## Demografia
| 1966   | 1976   | 1986   | 1996   | 2006   |
| 62.955 | 76.497 | 68.207 | 71.665 | 69.749 |